# Empoasca beckeri
Empoasca beckeri är en insektsart som beskrevs av Ross 1959. Empoasca beckeri ingår i släktet Empoasca och familjen dvärgstritar. Inga underarter finns listade i Catalogue of Life.